# Pardosa arctica
Pardosa arctica este o specie de păianjeni din genul Pardosa, familia Lycosidae. A fost descrisă pentru prima dată de Kulczynski, 1916. Conform Catalogue of Life specia Pardosa arctica nu are subspecii cunoscute.